# Nederkalix landsfiskalsdistrikt
Nederkalix landsfiskalsdistrikt var 1918–1964 ett landsfiskalsdistrikt i Norrbottens län, bildat när Sveriges indelning i landsfiskalsdistrikt trädde i kraft den 1 januari 1918, enligt beslut den 7 september 1917. Den 1 januari 1965 avskaffades i Sverige samtliga landsfiskaler och landsfiskalsdistrikt, och deras arbetsuppgifter delades upp på de nyskapade indelningarna polisdistrikt, åklagardistrikt och kronofogdedistrikt.
Landsfiskalsdistriktet låg under länsstyrelsen i Norrbottens län.

## Ingående områden
Den 1 januari 1924 utbröts Töre landskommun ur Nederkalix landskommun. Den 1 juli 1959 (enligt beslut den 6 februari 1959) införlivades det upplösta Töre landsfiskalsdistrikts område.

### Från 1918
- Nederkalix församling i Nederkalix landskommun

### Från 1924
- Nederkalix landskommun

### Från 1 juli 1959
- Nederkalix landskommun
- Töre landskommun